# Mildenau
Mildenau è un comune di 3.679 abitanti della Sassonia, in Germania.
Appartiene al circondario dei Monti Metalliferi (targa ERZ).

## Storia
Il 1º gennaio 1999 al comune di Mildenau venne aggregato il comune di Arnsfeld.